# Coulombímetre de mercuri
El  coulombímetre de mercuri  és dispositiu de química electroanalítica que utilitza mercuri per determinar la quantitat de matèria transformada (en coulombs) mitjançant la reacció següent:
{\displaystyle Hg^{2+}+2e^{-}=Hg^{0}\,}
Aquests processos d'oxidació/reducció tenen una eficiència del 100% en una àmplia gamma de densitats de corrent. La mesura de la quantitat d'electricitat en (coulombs) que ha circulat es basa en els canvis de massa de l'elèctrode de mercuri. La massa de l'elèctrode pot augmentar la deposició catòdica dels ions de mercuri o disminuir durant la dissolució anòdica del metall.
{\displaystyle Q={\frac {\Delta \ m*2*F}{M}}},
on
Q-quantitat d'electricitat (coulombs);
{\displaystyle \Delta \ m} - canvi de massa (g);
F - constant de Faraday (96.485 coulombs. Mol  - 1 ) i
M la massa molar de mercuri: (200,59 g Mol  - 1 );

## Construcció

Principi de funcionament del coulombímetre de mercuri. Feu clic aquí per ampliar.

Aquest columbímetre té diferents formes de construir-lo, però totes elles es basen en mesures de massa. Una de les construccions més notable es mostra a la imatge. Es compon de dos dipòsits connectats per un prim capil·lar  graduat . Tot el sistema conté una solució d'ions de mercuri (II). Cada un dels dipòsits té un elèctrode submergit en una gota de mercuri. Una altra petita gota de mercuri s'introdueix en el capil·lar. Quan el corrent està donat, s'iniciarà la dissolució del mercuri metàl·lic en un costat de la gota en el capil·lar i la deposició en l'altre costat de la mateixa gota. Aquesta gota comença a moure's. A causa de l'eficiència del 100% de la deposició/dissolució del mercuri, sota la influència del corrent, la massa o volum d'aquesta petita gota romandrà constant i el seu moviment és una correlació lineal amb la càrrega elèctrica que ha passat. Si canvia la direcció del corrent, la gota comença a moure's en direcció contrària i s'inicia la caiguda per moure's en direcció contrària. La sensibilitat d'aquest tipus de coulombímetre depèn del diàmetre del capil·lar.